# Macromina angulicollis
Macromina angulicollis är en skalbaggsart som beskrevs av John Obadiah Westwood 1874. Macromina angulicollis ingår i släktet Macromina och familjen Cetoniidae. Inga underarter finns listade i Catalogue of Life.